# Comostola thalassias
Comostola thalassias là một loài bướm đêm trong họ Geometridae.